# Holotropní dýchání
Holotropní dýchání je metoda, kterou v polovině 70. let 20. století vyvinul český psychiatr a psychoterapeut Stanislav Grof společně se svou ženou Christinou. Stanislav Grof se rozhodl věnovat výzkumu lidského vědomí, a to zejména jeho mimořádným stavům, vyvolaných například požitím psychotropních látek, jako je LSD. Experimentování s těmito látkami bylo v USA koncem 60. let zakázáno, jelikož se s ním pojila spousta rizik.[zdroj?] Grofovi se snažili najít alternativní, a přesto účinnou metodu přinášející holotropní (tj. zcelující) zážitky, jaké někdy přinášelo i užití psychotropních látek.
Manželé Grofovi takovou metodu nalezli a nazvali ji holotropním dýcháním. Tato terapeutická strategie vzešla z předpokladu možnosti vyvolání jiných stavů vědomí pomocí intenzivního dýchání nebo naopak zadržování dechu. V nejširším slova smyslu je charakteristická pro mnoho různých přístupů, včetně různých šamanských praktik, domorodých léčitelských obřadů, určitých forem hypnózy a jiných psychoterapeutických a duchovních praktik. Experimenty s těmito různými technikami dovedli nakonec manželé Grofovi až k té, dle jejich zkušeností nejúčinnější – prohlubování a zvyšování tempa dechu, jež nazvali holotropním dýcháním.

## Holotropní terapie
Vlastním termínem holotropní terapie označil Stanislav Grof léčebný postup, který je kombinací řízeného dýchání, hudby a různých jiných forem zvukové techniky, a cíleného uvolnění blokované tělesné energie.
Základem holotropní terapie je dýchání. Po letech praxe dospěli manželé Grofovi k názoru, že určitá specifická technika není ani tak důležitá jako sám fakt, že „člověk dýchá rychleji a hlouběji než obvykle, je plně soustředěn a věnuje pozornost procesům probíhajícím v jeho nitru“.
Podpůrným prostředkem k vyvolání mimořádných stavů vědomí je, a od nepaměti byla, hudba. Vhodně vybraná hudba dokáže podpořit dynamiku rituálu a usnadní celý proces. Při holotropní terapii je třeba se jí plně odevzdat – nepřemýšlet nad ní, ale prožívat ji.
Poslední součástí Grofovy holotropní terapie je cílená práce s tělem (body work). Té se využívá na usnadnění celého procesu. Při holotropním dýchání se zesiluje prožívání a emoce, občas dochází k napětí v těle a fyzickým křečím. Práce s tělem pomáhá tyto problémy překonat a vede k fyzickému i psychickému uvolnění. Takto by měly být zpracovány všechny problémy, které zůstanou ke konci dýchání, aby metoda měla svůj léčebný efekt.

## Průběh holotropního dýchání
Holotropní dýchání bývá dnes provozováno většinou ve skupinách. Vytvoří se dvojice a tito dva lidé se spolu vystřídají tak, že každý z nich jednou dýchá a jednou dohlíží na průběh dýchání svého partnera – pomáhá mu, poslouží v případě potřeby fyzického kontaktu, zajišťuje prostor a klid na prožívání.
Účastníci by měli být oblečeni do pohodlných volných šatů, které netlačí, nebrání dýchání a neomezují krevní oběh.
Všichni účastníci holotropního dýchání jsou ještě před jejím počátkem seznámeni s průběhem dýchání a možnostmi prožitků, jež se mohou vyskytnout. Účastníkům bývá doporučováno setrvat v poloze vleže, mít zavřené oči (popř. zavázané šátkem), soustředit se na vnitřní procesy a nijak je intelektuálně nehodnotit a nesnažit se prožitky ovlivňovat nebo měnit. Samotné holotropní dýchání doporučuje Stanislav Grof zahájit krátkou meditací a relaxací. Poté jsou účastníci žádáni, aby prohloubili svůj dech a zvýšili jeho frekvenci. V této chvíli se již připojuje hudba.
Povaha, průběh a intenzita holotropních sezení se liší u různých osob a také u téže osoby při různých sezeních. Proces je možné prožívat v klidu, také ale lze emoce prožívat a vyjadřovat tělesně – pohybem, mimikou, zvuky i jinak. Pomáhá to prožitku a je dovoleno mnohé, nemělo by ale docházet ke kontaktu s ostatními dýchajícími, rušilo by to jejich proces.
Často se vyskytují problémy – svalové napětí, bolesti hlavy či jiných částí těla, křeče, nevolnost, zvracení. Zvracení se bere jako přirozená součást procesu, která má působit očistně (připraveny by měly být papírové ručníky na utírání a plastové kbelíky nebo sáčky na zvracení), napětí a bolesti hlavy se uvolňují prací s tělem.
Po dýchání se kreslí mandala, jejímž cílem je zpětné zakreslení prožitků. Následuje sdílení zážitků s ostatními účastníky.

## Nebezpečí holotropní terapie
Hrozí odkrytí psychických problémů, které člověk sám nezvládne a které mohou přerůst až v duševní nemoc. V takovém případě se doporučuje vyhledat odbornou pomoc, pokud možno psychologa obeznámeného s fungováním holotropního dýchání.
Průběh holotropního dýchání bývá spojen, jak už bylo zmíněno, s mnoha motorickými projevy. Během holotropního dýchání proto musí pořadatel zajistit, aby všichni dýchající byli pod dobrým dohledem a nehrozilo zranění – je třeba, aby byla místnost dostatečně prostorná a podlaha by měla být měkká (např. pokrytá žíněnkami).
Holotropního dýchání by se neměli účastnit lidé s kardiovaskulárními problémy, epileptici, osoby po operacích popř. dosud nezhojených zranění, lidé s glaukomem a těhotné ženy. Osoby mající vážné psychické problémy se smějí zúčastnit jen se souhlasem svého psychologa nebo psychiatra.
Velkým rizikem současnosti je také nedostatečná kvalifikace provozovatelů holotropní terapie a domácí samoukové. Holotropní dýchání by nikdy nemělo být prováděno bez odborného dohledu.
Další nebezpečí holotropní terapie vidí část lékařské veřejnosti v možnosti škodlivého vlivu na mozkové buňky, během holotropního procesu hyperventilace, při němž dochází k překysličení mozku. Zastánci holotropního dýchání argumentují tím, že hyperventilace jako taková paradoxně změnou kyselosti krve navozuje v určitých částech těla relativní nedokysličení.[zdroj?] Relativní do té míry, že organismus disponuje řadou korekčních mechanismů jemu vlastních, mezi něž patří právě udržet si potřebné množství kyslíku jak v tělních tekutinách, tak i v buňkách.[zdroj?]

## Kritika klubu skeptiků Sisyfos
V roce 2000 ohodnotil práci Stanislava Grofa český klub skeptiků Sisyfos bronzovým Bludným balvanem za „přetavení šamanských praktik hyperventilace do tak zvaného holotropního dýchání, skrze něž lze způsobit v mozku chemickou bouři a navodit tak přiotrávenému mimořádné pocity a zážitky“.
V roce 2008 udělil klub Sisyfos Grofovi Jubilejní diamantový bludný arcibalvan.
Kritiku klubu Sisyfos vyvolalo i udělení ceny Nadace Vize 97 Václava Havla.